# جان-كلود كارل
جان-كلود كارل هو سياسي فرنسي، ولد في 9 يونيو 1948 في شامبيري في فرنسا، وتوفي في 13 ديسمبر 2019 في Groisy ‏ في فرنسا. نشط حزبياً في الاتحاد من أجل حركة شعبية. وقد انتخب عضو مجلس الشيوخ الفرنسي ‏ وانتخب عضو مجلس جهوي ‏.